# Frontera entre China y Corea del Norte
La frontera entre China y Corea del Norte tiene una extensión de 1420 km. Ha sido la frontera histórica entre los regímenes anteriores chinos y coreanos desde finales del siglo XIV. Fue establecida en 1962 por los dos estados actuales, si bien no ha sido aceptada oficialmente por Corea del Sur, cuyas pretensiones territoriales se extienden a la totalidad del territorio de la Península de Corea.

## Geografía

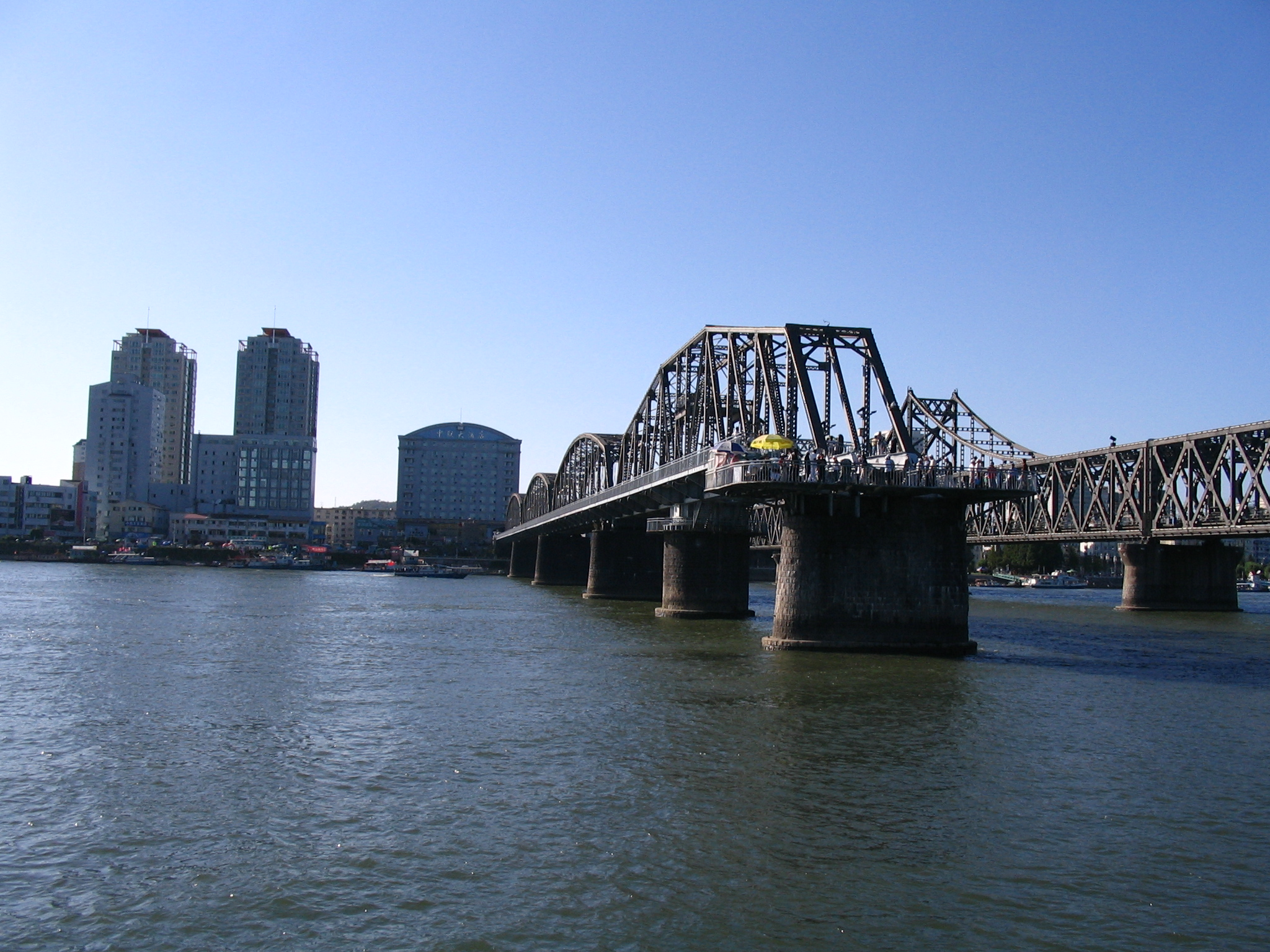
Puente de la Amistad Sino-Coreana, conectando Dandong con Corea del Norte.

Mide 1.416 km y se ubica al norte de la península de Corea, comienza en el oeste en la bahía de Corea en el mar Amarillo y luego continúa por el río Yalu hasta su fuente en el monte Paektu. La frontera luego desciende hasta el río Tumen y lo sigue hasta el cruce con las fronteras sino-rusa y ruso-coreana, unos pocos kilómetros antes de la desembocadura del río en el mar de Japón.
Existen pocos puntos de cruce abiertos entre los dos estados. El más significativo es el puente de la Amistad Sinocoreana, que abarca el Yalu entre la ciudad norcoreana de Sinuiju y la ciudad china de Dandong.
Hay 205 islas en el río Yalu. El tratado fronterizo de 1962 entre Corea del Norte y China partió las islas de acuerdo a la composición étnica de cada una de ellas. Corea del Norte posee 127 y China 78. Ambos países tienen derechos de navegación en el río, incluyendo el delta.
Hay un número significativo de coreanos étnicos que se mantienen en el lado chino de la frontera, particularmente en la Prefectura autónoma coreana de Yanbian.